# Герб Свяття
Герб Свяття — офіційний символ села Свяття, Рівненського району Рівненської області, затверджений 26 листопада 2021 р. рішенням сесії Олександрійської сільської ради.
Автори — А. Гречило та Ю. Терлецький.

## Опис герба
У синьому полі на срібній вигнутій основі стоїть золотий потир.

## Значення символів
Синє поле і срібний пагорб означають джерело Гора. Золота чаша (потир) символічно вказує на назву поселення (герб є промовистим).